# The Firm (film 2009)
The Firm è un film del 2009, diretto da Nick Love.